# Anisotes trisulcus
Anisotes trisulcus là một loài thực vật có hoa trong họ Ô rô. Loài này được (Forssk.) Nees mô tả khoa học đầu tiên năm 1847.